# Nadir Zortea
Nadir Zortea (Feltre, 19 de junio de 1999) es un futbolista italiano que juega como defensa en el Bologna F. C. 1909 de la Serie A de Italia.

## Trayectoria
Empezó a jugar para el equipo primavera del Atalanta entre 2017 y 2019, pero no llegó a ser convocado  por el primer equipo. 
El 30 de julio de 2019, se incorporó al Cremonese de la Serie B en calidad de cedido por 2 años. 
Hizo su debut  con la Cremonese el 24 de agosto de 2019 ante el Venezia sustituyendo  a Michele Castagnetti.
El 19 de julio de 2021 fichó cedido por el Salernitana de la Serie A.
Tras terminar su cesión regresa al Atalanta.

## Estadísticas

### Clubes
Actualizado al último partido disputado el 17 de septiembre de 2023.
| Club                           | Div.          | Liga          | Liga  | Liga  | Copas nacionales | Copas nacionales | Copas internacionales | Copas internacionales | Total | Total |
| Club                           | Div.          | Temporada     | Part. | Goles | Part.            | Goles            | Part.                 | Goles                 | Part. | Goles |
| ------------------------------ | ------------- | ------------- | ----- | ----- | ---------------- | ---------------- | --------------------- | --------------------- | ----- | ----- |
| U. S. Cremonese · Italia       | 2.ª           | 2019-20       | 23    | 1     | 3                | 0                | —                     | —                     | 26    | 1     |
| U. S. Cremonese · Italia       | 2.ª           | 2020-21       | 29    | 0     | 0                | 0                | —                     | —                     | 29    | 0     |
| U. S. Cremonese · Italia       | Total club    | Total club    | 52    | 1     | 3                | 0                | 0                     | 0                     | 55    | 1     |
| U. S. Salernitana · Italia     | 1.ª           | 2020-21       | 29    | 1     | 0                | 0                | —                     | —                     | 29    | 1     |
| U. S. Salernitana · Italia     | Total club    | Total club    | 29    | 1     | 0                | 0                | 0                     | 0                     | 29    | 1     |
| Atalanta B. C. · Italia        | 1.ª           | 2022-23       | 9     | 1     | 1                | 0                | —                     | —                     | 10    | 1     |
| Atalanta B. C. · Italia        | Total club    | Total club    | 9     | 1     | 1                | 0                | 0                     | 0                     | 10    | 1     |
| U. S. Sassuolo Calcio · Italia | 1.ª           | 2022-23       | 10    | 0     | 0                | 0                | —                     | —                     | 10    | 0     |
| U. S. Sassuolo Calcio · Italia | Total club    | Total club    | 10    | 0     | 0                | 0                | 0                     | 0                     | 10    | 0     |
| Atalanta B. C. · Italia        | 1.ª           | 2023-24       | 3     | 1     | 0                | 0                | 0                     | 0                     | 3     | 1     |
| Atalanta B. C. · Italia        | Total club    | Total club    | 3     | 1     | 0                | 0                | 0                     | 0                     | 3     | 1     |
| Carrera total                  | Carrera total | Carrera total | 103   | 4     | 4                | 0                | 0                     | 0                     | 107   | 4     |